# Schloss Untererlbach
Das Schloss Untererlsbach ist ein Schloss mit zugehörigem Gut in Spalt-Untererlbach im Landkreis Roth (Mittelfranken, Bayern).

## Geschichte
Erstmals urkundlich erwähnt wurde der Ort im Urbar der Herren von Pappenheim von 1214 als „Nidernerlebach“. Im Jahre 1437 gelangte der Ort in den Besitz der Nürnberger Patrizierfamilie Rieter von Kornburg. Nach deren Aussterben im Jahre 1753 kam die Grundherrschaft zur Rieter’schen Stiftungsverwaltung. Das Schloss selbst wurde im Dreißigjährigen Krieg im April 1648 von schwedischen Truppen zerstört. Um 1661 erwarb der österreichische Glaubensflüchtling Baron Händel das wieder aufgebaute Schloss, das dann 1681 Wolfgang von Leubelfing durch Einheiratung erwarb. Ab 1788 war es im Besitz des Forstrats Christian Ludwig von Brandis.
Gegen Ende des 18. Jahrhunderts gab es in Untererlbach dem Rittergut Untererlbach zehn Anwesen, wobei das Hochgericht das eichstättische Pflegamt Wernfels-Spalt ausübte. Neben den Anwesen gab es das Schloss als herrschaftliches und das Hirtenhaus als kommunales Gebäude.  Nach dem Tod von Gottfried Ludwig von Brandis wurde das Schloss an den Muhrer Ökonomen Johann Thomas Carl verkauft, dessen Familie bis heute Eigentümerin des vom Verfall bedrohten Herrenhauses ist.

## Baubeschreibung
Schloss und Gut sind ein Baudenkmal (Nr. D-5-76-147-284) und in der Liste der Baudenkmäler in Spalt folgendermaßen beschrieben:
Ehemaliges von Rieter’sches Schlossgut, dann von Brandis’sches Schlossgut
Herrenhaus: Zweigeschossiger, traufseitiger und verputzter Sandsteinquaderbau mit Satteldach und zwei Halbrundtürmen, bezeichnet „1788“
Scheune 